# 卡比熊
卡比熊（日语： CUBBY THE BEAR */?）為日本職棒北海道日本火腿鬥士二軍的吉祥物、千葉縣鎌谷市親善大使。制服的背面印有「CB」字樣，但是讀CB是錯誤的。該名稱以「CUB」命名，它是指英語中的小熊。

## 特徵
- 自2006年以來，一直擔任火腿二軍吉祥物，是一軍吉祥物BB熊的弟弟。也是一、二軍吉祥物相連的首例。
- 在沒有比賽或休假的日子裡，會去鎌谷市周邊地區的幼兒園和托兒所問候。
- 年齡最初設置為3歲，然後通過生日事件達到一定的標準來提高年齡。在2010年生日那天，他賣掉了原來的風扇，變成了4歲，[4]在很長一段時間，由於未達到標準，他被設定為4歲。並在2019年達到了相同推文的獲取標準，並且已經5歲。[5][4]
- 經常參加鎌谷市周圍的節日和活動，並致以問候。2007年7月16日被任命為鎌谷市親善大使。
- 喜歡吃甜食，但可能因此導致腹部突出。
- 2010年春季開始使用推特。

## 外部連結
- 卡比熊的X（前Twitter）